# Affaire Brigitte Muller
Pour les articles homonymes, voir Muller.
 (décembre 2018).
 (septembre 2022).
 (septembre 2022).
Il peut être nécessaire de l'améliorer pour respecter le principe de neutralité de point de vue. Veuillez consulter la page de discussion pour plus de détails.

L'affaire Muller est une affaire judiciaire française dans laquelle le médecin Jean-Louis Muller a été accusé d'avoir assassiné son épouse Brigitte, à leur domicile, à Ingwiller le 8 novembre 1999.

## Biographies
Brigitte Alice Anne Oudille épouse Muller, née le 6 décembre 1956, a deux frères. Elle est titulaire d'une licence d'italien. Elle est documentaliste à mi-temps, dans une école à Strasbourg. Elle est jugée discrète, douce, fragile, passionnée d'art et de littérature. Brigitte et Jean-Louis ont deux fils.
Jean-Louis Muller a trois sœurs. Son père était ultra-autoritaire, médecin et ancien sergent de la Wehrmacht, enrôlé de force comme malgré-nous mosellan. Sa mère était sévère et peu affectueuse. Il veut faire une carrière militaire, mais quand il a 18 ans, son père décide qu’il deviendra médecin. Sa maison est construite sur le jardin de la propriété de son père, sur décision de ce dernier. Jean-Louis refuse de lui payer un loyer. Son père vient encaisser le loyer en menaçant Jean-Louis avec un 22 long rifle.
Il a été pompier volontaire. Il est médecin légiste, expert judiciaire, lieutenant-colonel de réserve, chargé de cours à la faculté, membre du conseil municipal, membre du club vosgien et membre du club de tir. Il est jugé râleur, colérique, incorrigible bavard, insatiable donneur de leçons et hyperactif, bon professionnel de santé. Il possède cinq armes à feu dans la maison dont deux de collection, toutes officiellement déclarées. Il a un cheval : Urano.
En janvier 1998, Brigitte reçoit un coup de sabot d'Urano au visage. Elle subit deux opérations et est passagèrement défigurée. Elle souffre beaucoup de la mâchoire,. Elle rencontre de grandes difficultés à son travail où elle se sent harcelée. Elle consulte régulièrement un psychiatre, pour des troubles existentiels.
En octobre 1999 Brigitte fait la connaissance d'Hans-Peter, chercheur au CNRS à Strasbourg. Ils entament une relation platonique et n'échangeront qu'un seul baiser, le 5 novembre 1999, sur un banc public. Ils se verront en tout quatre fois. Selon Hans-Peter qui l'a eue au téléphone, Brigitte était « déprimée » le soir du 8 novembre 1999. Le psychiatre expert parle d'un « choix impossible ».

## Les faits et l'enquête
Le 8 novembre 1999, après 21 heures, dans sa maison à Ingwiller, Jean-Louis Muller téléphone à la gendarmerie de Saverne.
Il déclare qu'il venait de s'installer devant la télévision à l'étage, pour regarder À armes égales[Lequel ?]. Le film venait à peine de commencer, il a entendu un « grand bruit » venant du sous-sol. Il est descendu et a découvert son épouse Brigitte, 42 ans, étendue sur le sol de la salle de jeux des enfants. Elle s'est suicidée en se tirant une balle dans la tête avec le revolver 357 magnum de Jean-Louis. L'arme ensanglantée est aux pieds de Brigitte. La salle est éclaboussée de giclées organiques du sol au plafond sur 360°.
Les enquêteurs ne constatent aucune trace pouvant indiquer qu'il y a eu une lutte. Ils ne relèvent aucune empreinte de pas sur le sol de la salle, qui indiquerait la présence d'une tierce personne. Ils trouvent devant une photo de mariage du couple, planté avec un couteau sur une planchette à saucisson, un papier de chocolat Kinder sur lequel est imprimé « Ciao, ciao, ciao. ». Le corps de Brigitte n'a pas été déplacé ; il n'y a pas de trace de nettoyage laissant supposer une « mise en scène ».
Le corps de Brigitte est autopsié. L'autopsie ne révèle aucune trace de lutte ou de défense.
Le 13 novembre 1999, le corps de Brigitte est incinéré.
Le 21 février 2000, l'enquête est classée en suicide après enquête et avis des experts balisticiens du Serma : le laboratoire de Jean-Marie Grafeille.
Le 19 octobre 2000, le parquet ouvre une nouvelle information pour homicide sur la base d'un avis psychiatrique nuancé qui, tout en écartant un suicide « pathologique » (dépression), n'exclut pas un suicide « existentiel ». L'absence d'empreintes digitales de la jeune femme sur le revolver comme la présence infime de résidus de tir sur son corps fragilisent également la thèse de son suicide.
Jean-Louis Muller est soupçonné d'avoir assassiné son épouse. Il clame qu'il est innocent. Son casier judiciaire est vierge.
Il n'y a aucune empreinte sur l'arme, comme si elle avait été nettoyée. Une quantité importante mais non significative de résidus de tir est trouvée sur les mains et les manches de Jean-Louis Muller (pouvant s'expliquer par effet d'aérosols), alors qu'il n'y en a presque pas sur les mains et les manches de Brigitte. Par contre, beaucoup de résidus de tir sont trouvés sur le pantalon sous lequel repose la main droite de Brigitte.
Les proches de Brigitte déclarent qu'elle détestait les armes à feu. Elle a retranscrit une thèse de Jean-Louis dont les armes à feu sont le sujet principal.

## Procès
En 2008, le procès de Jean-Louis Muller débute à la cour d'assises du Bas-Rhin à Strasbourg. Sa défense est assurée par Thierry Moser, François Saint-Pierre et Pierre Schultz. Marc Vialle et Michaël Wacquez, sont les avocats de la famille de Brigitte. La cour, malgré l'abandon du mode opératoire retenu par l'accusation lors de l'instruction, l'expert le Dr Schyma avouant qu'il s'était trompé alors même qu'il avait lui aussi suggéré de réaliser une reconstitution, refuse cet acte crucial. La personnalité « dérangeante » de Jean-Louis prévaut à l'établissement des faits matériels.
Jean-Louis Muller est condamné à vingt ans de réclusion criminelle. Il fait appel de cette décision.
En 2010, le procès en appel de Jean-Louis Muller débute à la cour d'assises du Haut-Rhin à Colmar.
Malgré le rapport du professeur Mangin, la cour refuse à nouveau une reconstitution officielle.
La psychologue le décrit comme « paranoïaque, querelleur, obsessionnel, psychorigide, procédurier », il « ne supporte pas le hasard » et veut tout contrôler, il ne doit pas entrer « le moindre grain de sable » dans sa réussite sociale, professionnelle et familiale.
Toujours sans faits matériellement « établis », il est condamné à nouveau à vingt ans de réclusion criminelle. Il se pourvoit en cassation.
En 2011, la cour de cassation annule sa condamnation.
En octobre 2013, le procès de Jean-Louis Muller débute à la cour d'assises de Meurthe-et-Moselle à Nancy. Sa défense est assurée par Éric Dupond-Moretti qui réalise une reconstitution grandeur nature devant les jurés en plein milieu du tribunal avec au centre des attentions la table de la salle de jeux des enfants où était posé un train électrique. Cette démonstration « cruciale » emporte la conviction des jurés car l'avocat prouve que son client aurait dû être en état de lévitation pour pouvoir tuer sa femme à ce moment-là.
Le 31 octobre 2013, Jean-Louis Muller est acquitté.
Après la nomination surprise de Dupond-Moretti au gouvernement début juillet 2020, Jean-Louis Muller prend la parole à la TV pour défendre son ancien conseil.

## Suites et conséquences
Le 5 novembre 2014, Arte et la société Maha Productions sont condamnés par le tribunal de grande instance de Paris pour atteinte à la vie privée de Jean-Louis Muller dans l'émission Intime conviction qui en relatant l'affaire « remettait en cause » la présomption d'innocence de Jean-Louis Muller et qui a été interdite de diffusion.
Le 8 décembre 2015, Jean-Louis Muller est partiellement indemnisé par la commission nationale de réparation de la détention provisoire, en contradiction totale avec une autre jurisprudence de la cour européenne des droits de l'homme[non neutre] qui exige une réparation intégrale avec remise en situation d'avant pour les victimes innocentes. Cette jurisprudence visait tout particulièrement la France.
Cette affaire a sonné le glas de la vie sociale, professionnelle et financière de Jean-Louis, de l'aveu même de la commission nationale de réparation de la détention provisoire.
Le 15 avril 2016, Jean-Louis Muller dépose un recours devant le tribunal de grande instance de Paris pour « faute lourde » avec demande de réparation intégrale du préjudice subi sur la base de « violation » multiple de jurisprudence de la cour européenne des droits de l'homme dont le droit à un procès équitable et d'une durée déraisonnable : 4375 jours.
Jean-Louis Muller fait appel de ce jugement.
Le 31 octobre 2017, Emmanuel Macron déclare solennellement devant la cour européenne des droits de l'homme, que dès lors, la France appliquera « inconditionnellement » les jurisprudences de cette haute cour.
Le 13 novembre 2018, la cour d'appel de Paris confirme la décision du tribunal de grande instance de Paris. Jean-Louis Muller se pourvoit en cassation.
Le 18 mars 2020, la Cour de Cassation rejetait le pourvoi au motif qu'une reconstitution, qui ne revêt aucun caractère obligatoire, était inutile, les pièces du dossier étant suffisantes, en contradiction avec la jurisprudence de la CEDH qui estime justement que des pièces (photos, croquis) ne peuvent remplacer une mise en situation contradictoire des thèses. Jean-Louis Muller dépose une requête devant la CEDH le 1er septembre 2020 et est en attente d'une première décision. Le 7 février 2022 la requête a été communiquée au gouvernement pour observations.
À ce jour, la procédure est toujours en cours.

### Articles de presse
- « Le Dr Muller condamné en appel à 20 ans de réclusion », article publié le 23 juin 2010 dans Le Nouvel observateur.
- « Procès : le légiste, le mystérieux suicide de sa femme et le revolver », article d'Anne-Sophie Hojlo publié le 21 octobre 2013 dans Le Nouvel observateur.
- « Le Dr Muller est-il l'auteur d'un crime parfait ? », article de Julie Saulnier publié le 22 octobre 2013 dans L'Express.
- « Procès Muller : Ce n'est pas moi qui l'ai tuée », article d'Anne-Sophie Hojlo publié le 22 octobre 2013 dans Le Nouvel observateur.
- « Procès du Dr Muller : Vous êtes chutologue ou balisticien ? », article d'Anne-Sophie Hojlo publié le 23 octobre 2013 dans Le Nouvel observateur.
- « Le nouveau visage du docteur Muller à son troisième procès », article d'Ondine Millot publié le 23 octobre 2013 dans Libération.
- « Le docteur Muller acquitté du meurtre de son épouse », article de Soren Seelow publié le 31 octobre 2013 dans Le Monde.
- « Le Dr Muller, accusé du meurtre de sa femme, acquitté », article publié le 31 octobre 2013 dans L'Express.
- « Le Dr Muller finalement acquitté du meurtre de sa femme », article publié le 31 octobre 2013 dans Le Nouvel observateur.
- « Procès du Dr Muller: un acquittement pas comme les autres », article de Julie Saulnier publié le 1er novembre 2013 dans L'Express.
- « Après trois procès, le docteur Muller acquitté » Article de  publié le 1er novembre 2013 dans Paris Match.
- « 145 000 € pour Jean-Louis Muller », article publié le 19 septembre 2014 dans L'Est républicain.
- Affaire Muller: la très étonnante fiction qui conduit Arte au tribunal
- « Après son acquittement, plus de 365 000 euros d'indemnisation pour le docteur Muller », article publié le 20 février 2015 dans Le Monde.
- « Le Dr Muller indemnisé à hauteur de plus de 350 000 euros », article publié le 20 février 2015 dans L'Express.

### Documentaires télévisés
- « Muller contre Muller » le 1er novembre 2014 dans Faites entrer l'accusé présenté par Frédérique Lantieri sur France 2.
- « Un bien étrange suicide » le 10, 16 et 18 juin 1er et 30 décembre 2017 dans Indices sur Numéro 23.
- « L'affaire du docteur Muller : une victoire de la Justice contre l'injustice » dans Crimes à l'Est sur France 3.
- « Un innocent trop confiant » écrit et réalisé par Ketty Rios Palma et Florence Cassez / 52’ / Collection Dans les yeux de Florence sur Planète + CI en 2016.
- « Der Fall Louis Muller » Doku ZDFinfo Doku Täterjagd en 2018.

### Émission radiophonique
- « L'affaire Jean-Louis Muller » le 18 octobre 2013 et « Autopsie du procès Muller » le 4 novembre 2013 dans L'Heure du crime de Jacques Pradel sur RTL.